# كاثرين جينكينز
كاثرين جنكينز (مواليد 29 يونيو 1980) هي مغنية ويلزية للميزو-سوبرانو. وقد اشتهرت بأغانيها الكلاسيكية-(الكروس أوفر)  والتي تنفذ عبر طيف من الألحان الأوبرالية، والأغاني الشعبية، والمسرح الموسيقي والتراتيل.
بعد الفوز في مسابقات الغناء أثناء فترة شبابها، درست جنكينز في الأكاديمية الملكية للموسيقى، فدرست علم الصوت. وقد حظيت باهتمام شعبي واسعا في عام 2003 عندما غنت في كاتدرائية وستمنستر تكريما للبابا يوحنا بولس الثاني واحتفالاً باليوبيل الفضي. منذ عام 2004، صدرت العديد من الألبومات التي أدت بشكل جيد بالمؤشرات البريطانية والأجنبية. في كل من عامي 2005 و 2006، تلقت ألبوماتها جوائز بريت الكلاسيكية مثل ألبوم العام. وقد جذبت الأنظار بشكل واسع في الحفلات، بما في ذلك الحفلات الموسيقية للقوات البريطانية المشاركة في حربي العراق وأفغانستان، قد غنت أيضاً في مناسبات رياضية، وفي البرامج التلفزيونية وفي دعم العديد من الجمعيات الخيرية.
في ربيع عام 2012، تنافست في برنامج تلفزيوني أمريكي للرقص مع النجوم، وانتهت في المركز الثاني، خلف البطل السوبر بول دونالد درايفر .

## وصلات ذات صلة
- الموقع الرسمي: لكاثرين جينكينز
- الرابط الرسمي بالفيس بوك لكاثرين جينكينز  على فيسبوك.

## روابط خارجية
- كاثرين جينكينز على موقع IMDb (الإنجليزية)
- كاثرين جينكينز على موقع ميوزك برينز (الإنجليزية)
- كاثرين جينكينز على موقع إن إن دي بي (الإنجليزية)
- كاثرين جينكينز على موقع أول ميوزيك (الإنجليزية)
- كاثرين جينكينز على موقع ديسكوغز (الإنجليزية)
- كاثرين جينكينز على موقع قاعدة بيانات الفيلم (الإنجليزية)